# 档案学
档案学是以档案和档案工作为研究对象的一门社会科学。

## 發展
傳統的檔案保存受制於氣候環境的影響，順勢數位化和資料庫的發展之下，將傳統檔案做數位化保存，以避免檔案的遺失、缺漏，延長檔案的保存壽命。檔案學應用於學術界，如：圖書館學、歷史學與博物館學……等，這些學科研究是帶動發展檔案學的進步空間，也是解決了檔案保存和編目的關鍵推手。

## 用途
檔案學是有關檔案保存、檔案編目、文件目錄檢索的理論和研究。由外交的公文所產生出來的，規定了檔案的資訊和細目的格式。在歷史學、考古學上整理明朝、清朝的歷史檔案和學術研究的需要。通常檔案館、博物館和圖書館聯合，可以蒐藏私人物品，如：傳家寶、書信……等，提供大眾及學術人士做研究的參考資料。

## 專責機構
- 台灣：
  - 國家發展委員會檔案管理局
  - 政治大學圖書資訊與檔案學研究所

- 中国大陆：
  - 中华人民共和国国家档案局 （页面存档备份，存于）
  - 华东师范大学档案学理论与实践研究中心

## 外部連結
- 檔案管理局:
  - 電子檔案線上百科

## 学科分支
- 比较档案学
- 档案学史
- 档案学原理
- 档案法规学
- 档案管理学
- 档案目录学
- 档案史料学
- 档案事业管理学
- 档案术语学
- 档案统计学
- 档案文献编纂学